# Daniel Blanco
Daniel Blanco Alejandro Aparicio (nacido el 25 de mayo de 1990) es un entrenador y exfutbolista venezolano que jugó como mediocampista. Actualmente es el segundo asistente técnico de la Selección de fútbol de Panamá.

## Trayectoria

### Como jugador
Nacido en Caracas, Blanco fue egresado de las juveniles de Caracas FC. Después de aparecer con las reservas, debutó con el primer equipo en 2009 y posteriormente estuvo cedido en los recién llegados a la Primera División Caroní y Atlético Venezuela. En 2012, Blanco fichó por el Metropolitanos de Segunda División y ayudó en su primer ascenso a la máxima categoría en 2014 En agosto de 2015 se mudó al extranjero y se incorporó a la AD Barrio México de Costa Rica. El 1 de marzo de 2016, Blanco acordó un contrato con Plaza Amador en Panamá. Se mudó al equipo de la liga San Miguelito antes de la temporada 2017, pero regresó a Plaza Amador en julio de ese año. El 14 de agosto de 2018, Blanco se incorporó aCosta del Este FC todavía en la máxima categoría panameña. Ganó la Copa Panamá 2018-19 con el club antes de retirarse en enero de 2020, a los 29 años.

### Como Entrenador
Al poco de retirarse, Blanco se incorporó al cuerpo técnico de su último club Costa del Este. El 28 de mayo de 2021 fue nombrado nuevo director. Continuó trabajando con el club luego de que cambiaron de nombre a Potros del Este en 2022, dejando su cargo recién en mayo de 2023. En junio de 2023, Blanco se unió al staff de Thomas Christiansen en la selección de Panamá, como analista de video. Dejó el cargo el 20 de octubre y regresó a funciones entrenador luego de contratado al cargo de Monagas SC en su país de origen. El 27 de marzo de 2024 fue anunciado su despido como entrenador del Monagas SC en donde dirigió 7 partidos en donde obtuvo 2 victorias, 2 empates y 3 derrotas. El 16 de mayo de 2024 fue anunciado como segundo asistente técnico de la Selección de fútbol de Panamá.

## Clubes

### Como jugador
| Club                        | País       | Año       |
| --------------------------- | ---------- | --------- |
| Caracas FC B                | Venezuela  | 2009-2012 |
| Caroní FC (Cedido)          | Venezuela  | 2010-2011 |
| Atlético Venezuela (Cedido) | Venezuela  | 2011-2012 |
| Metropolitanos FC           | Venezuela  | 2012-2015 |
| AD Barrio México            | Costa Rica | 2015      |
| CD Plaza Amador             | Panamá     | 2016      |
| Sporting SM                 | Panamá     | 2017      |
| CD Plaza Amador             | Panamá     | 2017-2018 |
| Costa del Este              | Panamá     | 2018-2020 |

### Como Asistente Técnico
| Club               | País   | Año       |
| ------------------ | ------ | --------- |
| Deportivo del Este | Panamá | 2020-2021 |
| Panamá             | Panamá | 2024-Atc  |

### Como Analista de Video
| Club   | País   | Año  | Analista de Video de |
| ------ | ------ | ---- | -------------------- |
| Panamá | Panamá | 2023 | Thomas Christiansen  |

### Como Entrenador
| Club            | País      | Año       |
| --------------- | --------- | --------- |
| Potros del Este | Panamá    | 2021-2023 |
| Monagas SC      | Venezuela | 2023-2024 |

## Palmarés

### Como jugador
| Título         | Club              | País   | Año     |
| -------------- | ----------------- | ------ | ------- |
| Torneo de Copa | Costa del Este FC | Panamá | 2018-19 |